# Edward Burne-Jones
Sir Edward Coley Burne-Jones (Birmingham, 28 agosto 1833 – Londra, 17 giugno 1898) è stato un pittore britannico, tra i maggiori rappresentanti della corrente dei Preraffaelliti in Inghilterra, la cui arte risentì delle influenze di Dante Gabriel Rossetti nel periodo giovanile e dell'arte rinascimentale italiana (Botticelli, Ghirlandaio, Michelangelo) nella fase della maturità.

## Biografia

### Giovinezza

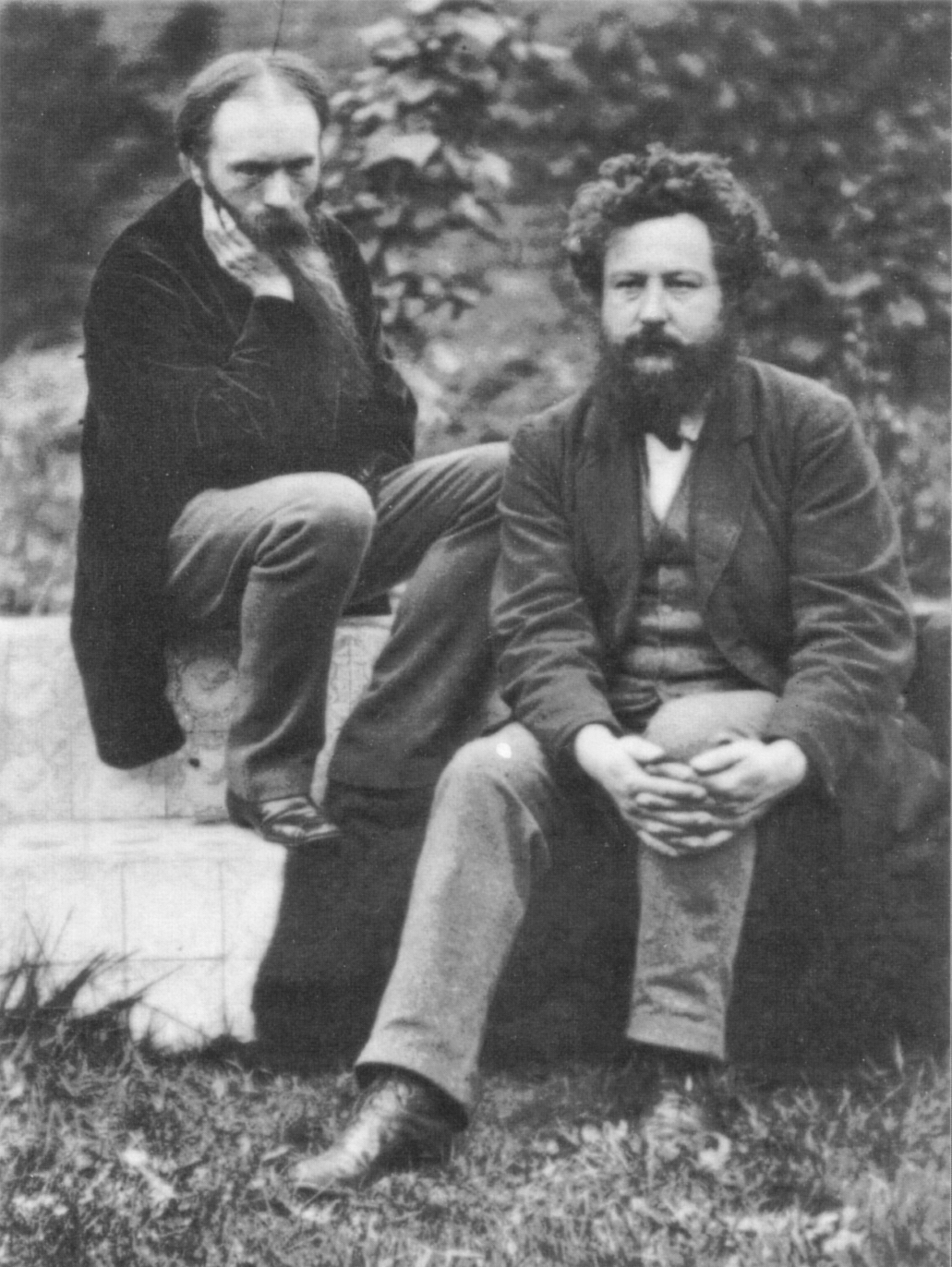
Burne-Jones e Morris nel 1874

Edward Coley Burne Jones (il trattino venne aggiunto dopo) nacque a Birmingham il 28 agosto 1833, da Edward Richard Jones, intagliatore di origini gallesi, ed Elizabeth Coley Jones, che morì sei giorni dopo la sua nascita. I primi anni li trascorse prevalentemente nella casa paterna a Bennetts Hill, tenuto a balia da Ann Sampson, la governante della famiglia. Nel 1844 iniziò a frequentare la King Edward's School di Birmingham, per poi compiere dal 1848 al 1852 un brillante iter scolastico presso la Birmingham School of Art: la sua formazione quindi proseguì all'Exeter College dell'università di Oxford, dove studiò teologia, con l'intento di intraprendere la carriera sacerdotale.
A Oxford strinse amicizia con il decoratore William Morris, di cui scoprì la comune passione per la poesia che portò i due a fondare una piccola società letteraria chiamata «The Brotherhood», dedita alle letture di John Ruskin e Tennyson. Inoltre rivestì una notevole importanza la conoscenza diretta di Dante Gabriel Rossetti, della sua arte e la sua collaborazione alla rivista Oxford and Cambridge Magazine fondata da Morris nel 1856.
Burne-Jones intendeva quindi assecondare le proprie velleità monastiche, ma i trascinanti incoraggiamenti di Rossetti indirizzarono definitivamente il talento sia di lui che di Morris verso la pittura. Nel febbraio 1857, Rossetti scrisse a William Bell Scott:

### Matrimonio e familiari
Nel 1856 Burne-Jones conobbe la bellissima Georgiana "Georgie" MacDonald (1840–1920), con la quale si sposò quattro anni dopo, nel 1860. L'unione generò tre figli: il primogenito, Philip, arrivò nel 1861, il secondo morì poco dopo il parto, mentre la terza, Margaret, venne data alla luce nel 1866.
Nel 1867 Burne-Jones e la famiglia si trasferirono a Londra, nel quartiere di Fulham, in una prestigiosa residenza del Settecento. Gli anni 1870 furono tutto sommato un periodo di inerzia artistica. L'artista, soggetto alla feroce ostilità della stampa, fu consolato solo dalla storia segreta che perpetuò con la sua modella greca Maria Zambaco. Il Maestro Preraffaellita fu stregato dalla bellezza della sua musa; questo suo «climax emotivo», come egli stesso affermò, si rivelò tuttavia assai funesto, tanto che la relazione terminò con il tentativo di suicidio (fortunatamente fallito) di lei. Sempre in questi anni, Georgiana e Morris iniziarono ad essere legati da un saldo vincolo, forse di amicizia, forse di amore: nonostante fra questi si fosse formata una tenera intimità, i due coniugi Burne-Jones rimasero comunque insieme.
Il figliolo Philip, artista dalle notevoli capacità ritrattistiche, morì nel 1926. Margaret († 1953), invece, andò in sposa a John William Mackail (1850–1945), amico del padre da lungo tempo, e docente di poesia all'università di Oxford dal 1911 al 1916. I due coniugi lasciarono due figli dal versatile talento, Angela Thirkell e Denis Mackail, ambedue futuri scrittori.

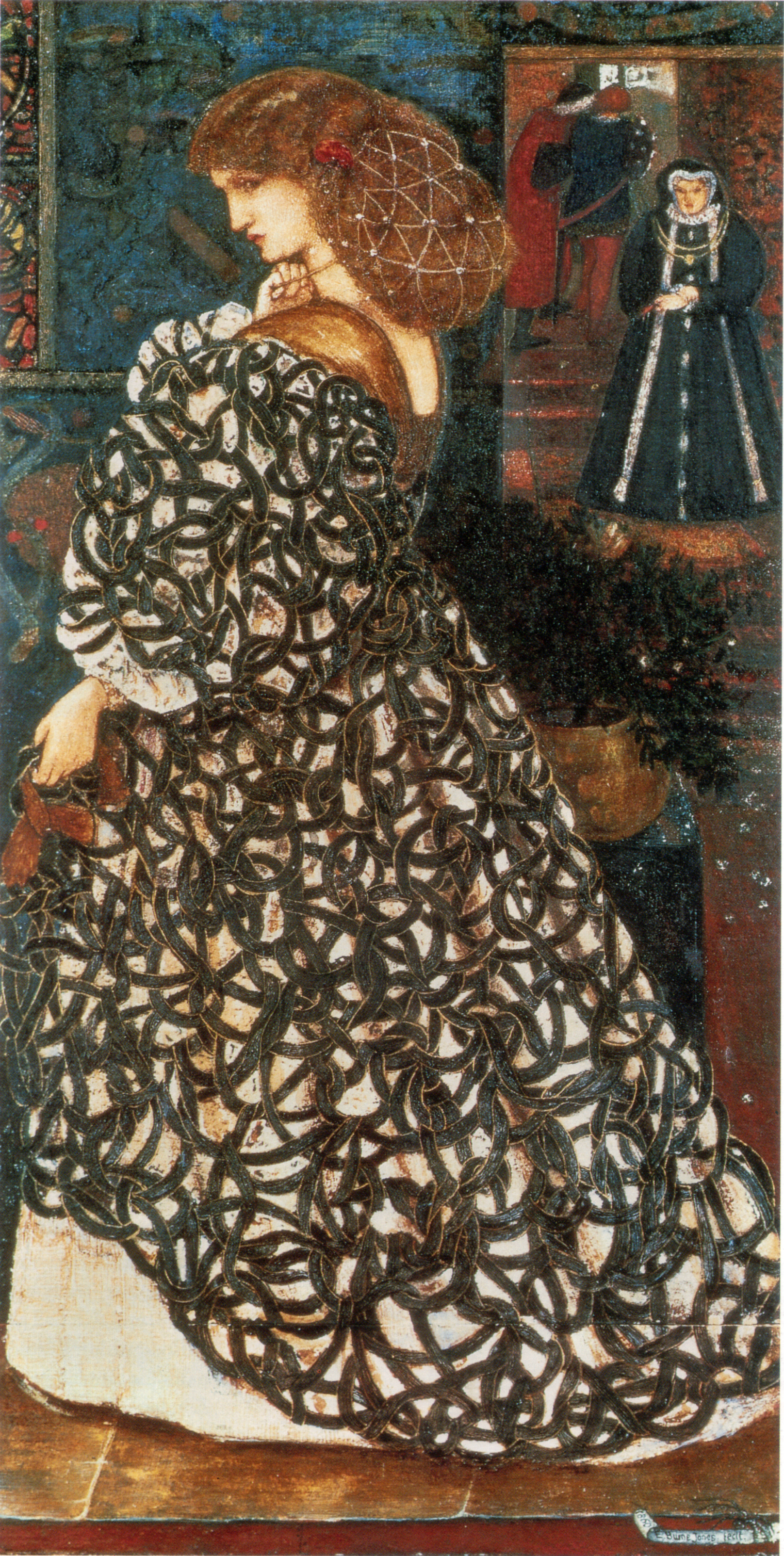
Sidonia von Borcke, 1860

### Carriera artistica

#### Primi anni: Rossetti e Morris
Come ebbe modo di ammettere lo stesso Burne-Jones, una volta compiuti i venticinque anni egli si ritrovò con le stesse doti pittoriche di quand'era quindicenne: in effetti, ignorava quasi totalmente le tecniche di disegno. Tuttavia, la sua vivida immaginazione, coadiuvata con la sua ricca erudizione storico-letteraria, avviò la formazione di uno stile assai personale, pregno di allusioni letterarie e di un innegabile gusto per l'ornato. Le sue primissime opere, nonostante presentino la diretta influenza del maestro Rossetti, già se ne discostano per la sapiente attenzione al dettaglio. In questo periodo Burne-Jones realizzò perlopiù disegni con penna e inchiostro su vellum, squisitamente rifiniti, dei quali la Waxen Image del 1856 costituisce certamente uno degli esempi migliori. La maniera, come già accennato, rimane comunque quella del Rossetti, ma in queste opere si avverte la mano non di un semplice allievo, bensì di un potenziale genio della pittura; lo stesso Rossetti, terminato l'apprendistato di Burne-Jones, ammise di non aver più nulla da insegnare al proprio discepolo.
Burne-Jones compì il primo tentativo serio con la pittura a olio nel 1856, e l'anno successivo partecipò alla decorazione delle vetrate del Bradfield College. Nell'autunno dello stesso anno, attese insieme a Morris, Valentine Prinsep, J. R. Spencer Stanhope ed altri al malaugurato progetto di Rossetti di decorare le pareti della Debating Hall nella Oxford Union; nessuno di questi artisti si era impadronito appieno della tecnica dell'affresco, sicché la loro pittura iniziò a deteriorarsi già prima d'essere completata. Nel 1859 Burne-Jones si recò in Italia in compagnia del Morris; visitò Venezia, Firenze e Pisa, spingendosi fino a Siena. Quest'ultima città lo affascinò molto: la grazia e morbidezza della scuola senese lasciarono tracce profonde sulla sua fantasia. Nel 1860, sulla scia dello stile di Rossetti, realizzò due acquarelli: si tratta di Sidonia von Bork e Clara von Bork, la resa in chiave pittorica delle vicende di Sidonia la Maga, ampiamente descritta nella letteratura inglese e in quella tedesca.

#### Arti decorative: Morris & Co.

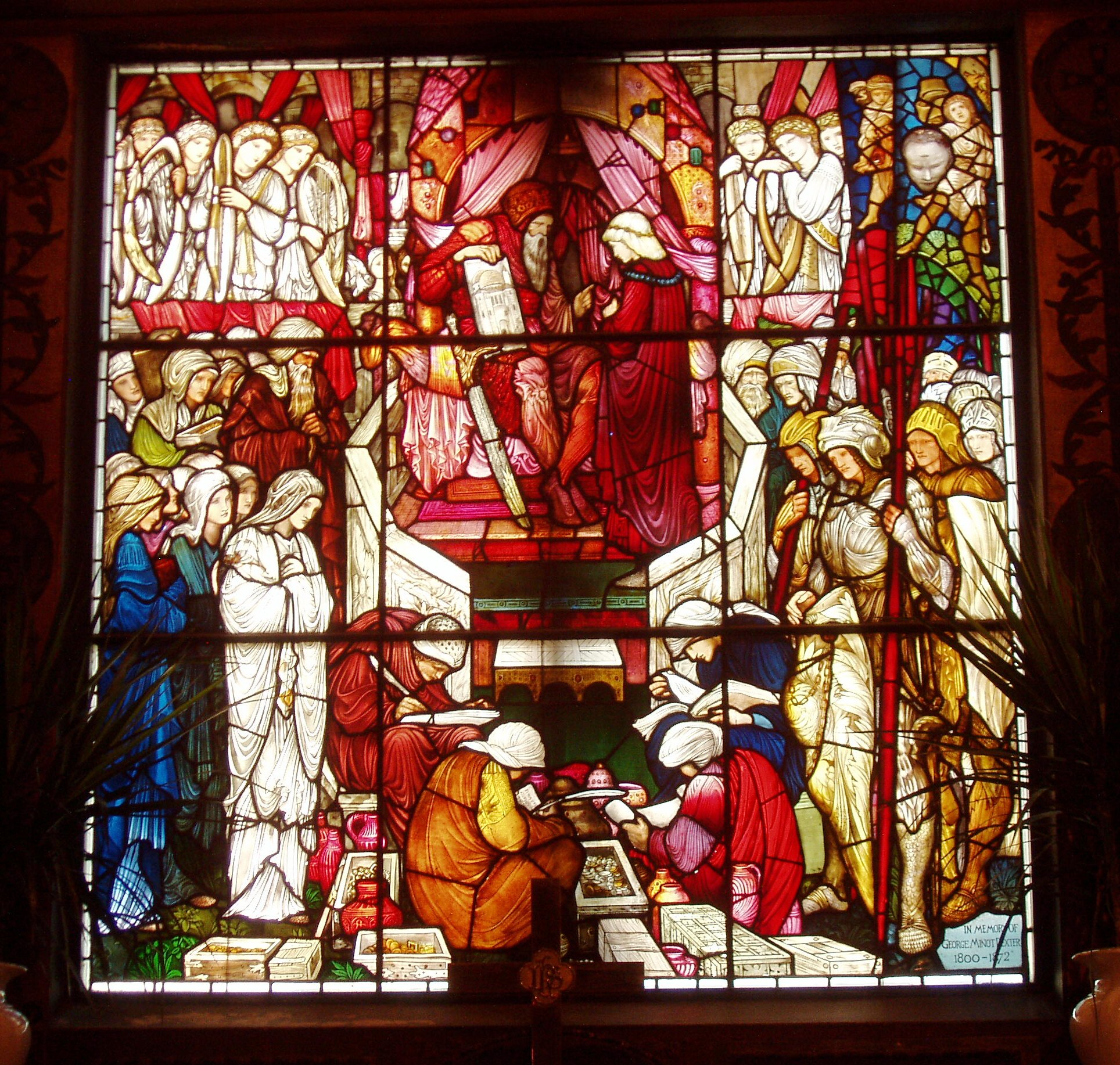
Vetrata dipinta realizzata da Burne-Jones e Morris, chiesa della Trinità, Boston, Massachusetts.

Nel 1861, William Morris fondò, con Rossetti, Burne-Jones, Ford Madox Brown e Philip Webb, la Morris, Marshall, Faulkner & Co; la Firm, come veniva soprannominata, era una fabbrica di stoffe, ceramiche, mobili, gioielli, tappeti, carte da parati, metalli lavorati e chintz. Ben presto si delineò la vocazione naturale del gruppo, ovvero la decorazione di chiese: favorevolissima fu la ricezione che ebbe il marchio all'Expo 1862 di Londra, che ben presto iniziò a riscuotere un successo furioso. Sotto l'egida della Morris & Co., vennero decorate l'armeria di St. James's Palace e la mensa del South Kensington Museum (l'odierno Victoria and Albert), tuttora ornato dai vetri dipinti di Burne-Jones.
Nel 1871 la Morris & Co. fu responsabile della decorazione di due chiese: quella di Wilden, eseguita proprio dal Burne-Jones, e quella del Christ Church College, a Oxford, dove pure traspare la mano dell'artista. La decorazione della Stanmore Hall fu l'ultima commissione importante data alla società prima della morte di William Morris, nel 1896, dopo la quale Burne-Jones ed altri soci si ritirarono.

#### Illustrazioni
Nonostante l'abilità raggiunta nella pittura riscuotesse un notevole successo, Burne-Jones era anche un illustratore. Le sue illustrazioni compaiono nei seguenti libri:
- Fairy Family, di Archibald Maclaren (1857);
- The Earthly Paradise, di William Morris (incompleto);
- The Works of Geoffrey Chaucer, di Geoffrey Chaucer (1896);
- Bible Gallery, di Dalziel (1881).

#### Pittura
Nel 1864 Burne-Jones venne eletto membro della Royal Watercolour Society e incominciò ad esibire i suoi primi lavori, tra i quali The Merciful Knight, considerata la prima opera frutto di una personale vena artistica. Sotto quest'influssi, nel 1866 l'artista realizzò Cupido incontra Psiche, su commissione di Miss Cassavetti, desiderosa di avere un ritratto della figlia, la succitata Maria Zambaco. Burne-Jones uscì dal circolo nel 1870, a causa di una controversia sorta in seguito all'esecuzione del dipinto Phyllis e Demofone, dove nella figura svestita di Demofone si cela un chiaro riferimento alla Zambaco. La nudità di questo personaggio, insieme alla spudorata promozione dell'assertività sessuale femminile, vennero considerate un'offesa alla sensibilità vittoriana dell'epoca; Burne-Jones ne rimase profondamente turbato, tanto che decise non solo di «ritirare il quadro dalle pareti, bensì di ritirarsi dalla società».
Burne-Jones era molto esitante ad esporre le proprie opere in pubblico, tanto che fra il 1870 ed il 1877 esibì solo due quadri, entrambi presso la Dudley Gallery di Londra. Una delle cause della sua momentanea aridità produttiva va ricercata nell'affinamento della nuova tecnica ad olio che consentì a Burne-Jones la realizzazione di un gran numero di dipinti: alcuni pannelli della serie Briar Rose, La scala d'oro, la serie Pigmalione, Lo specchio di Venere e Laus Veneris sono solo alcune delle opere che egli completò in questo periodo. In questi anni Burne-Jones si imbatté anche con Frederick Hollyer, intraprendendo in questo modo un fruttuoso sodalizio; Hollyer infatti fu un fecondo riproduttore di opere preraffaellite, e quest'attività non fece che aumentare la popolarità dell'artista al grande pubblico.
Finalmente, nel maggio 1877, Burne-Jones si lasciò convincere ad esporre presso la Grosvenor Gallery alcuni dei suoi capolavori più riusciti, fra cui Lo specchio di Venere e La seduzione di Merlino. La mostra ebbe un esito favorevolissimo, tanto che ne seguirono numerose altre: nel 1878 esibì Pan e Psiche, Laus Veneris e Il canto d'amore, mentre il 1879-80 furono esposte la serie del Pigmalione, l'Annunciazione e La scala d'oro. Il 1884 fu il turno de La ruota della fortuna, opera dai toni austeri, quasi tetri; le cromie di Re Cophetua e la mendicante , al contrario, presenta delle cromie calde e sgargianti. In questi anni lavorò anche a due serie, quelle del Perseo e di Briar Rose, che però verranno completate più tardi.
Burne-Jones venne nominato membro della Royal Academy of Arts nel 1885, dove si esibì l'anno successivo con la mostra La profondità del mare, incentrata sull'omonimo dipinto; nel 1887 e nel 1890, rispettivamente, il pittore espose le serie del Perseo e di Briar Rose, che pure riscossero accoglienze entusiastiche. Nel 1894 Burne-Jones venne nominato baronetto; si tratta questo tuttavia di un periodo poco fecondo, a causa della salute sempre più declinante. Le vetrate colorate della cattedrale di San Filippo, a Birmingham sono l'ultima sua opera, tanto che furono lasciate incomplete proprio a causa del tracollo fisico. Burne-Jones spirò infine il 17 giugno 1898, nella sua casa a Fulham.

### Stile pittorico

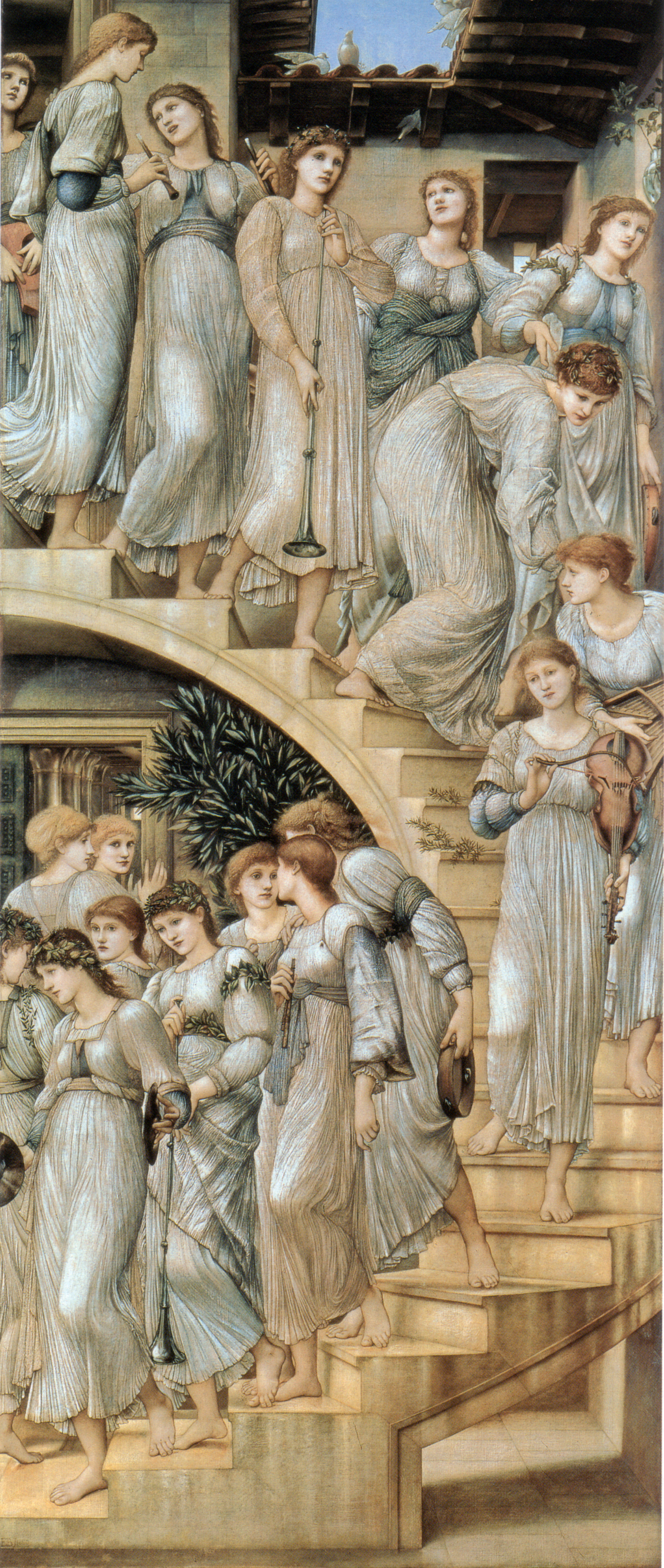
La scala d'oro, 1880

Le opere di Burne-Jones sono l'espressione della corrente artistica detta dell'estetismo, secondo cui l'arte andava valorizzata come un oggetto mistico in grado di stimolare un godimento sensuale. Si trattava questa di una notevole presa di distanze dagli ideali propri di Ruskin e dei primi preraffaelliti.
Il pensiero di Burne-Jones sull'arte è magistralmente reso in una lettera che egli inoltrò ad un amico:
Nessun artista è stato tanto fedele ai suoi principi quanto lui. Le rocce, il cielo, gli alberi, i personaggi che popolano il «bellissimo, romantico sogno» del Maestro Preraffaellita non appartengono al nostro mondo, bensì costituiscono una dimensione a sé stante, in bilico tra il magico, l'onirico ed il fanciullesco.
Si può quindi affermare che questo suo stile estetizzante e simbolista, che per alcuni aspetti prelude alle forme dell'art noveau, sia frutto di questo suo mondo particolare, venutosi a creare quando il Burne-Jones era ancora un fanciullo. Egli, in effetti, non rendeva la propria arte come una fiacca e pedissequa riproduzione del reale, bensì la trasportava in un mondo fatto di pura bellezza, cromie tendenti al fantastico, raffinati virtuosismi. E finalmente l'arte di Burne-Jones, parzialmente discostatasi dalla religiosità tipicamente preraffaellita, si tinge di umori estetistici: l'unico fine, come postula il principio fondamentale del movimento, diventa «l'arte per il gusto dell'arte».

### Influenza

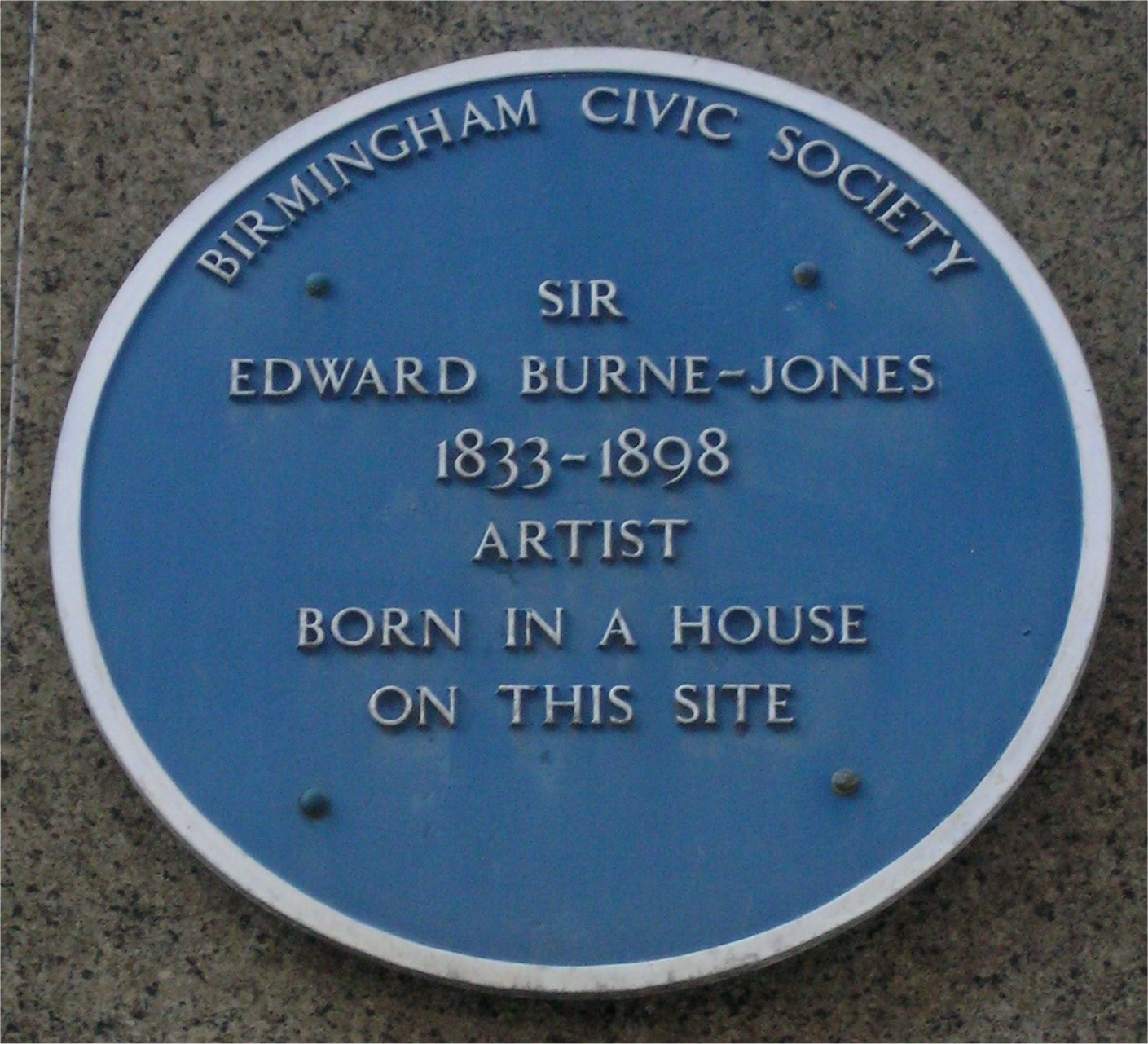
Targa blu a ricordo del luogo di nascita di Burne-Jones

Burne-Jones esercitò un'influenza notevole sulla pittura francese, soprattutto su quella simbolista, ove conobbe una vasta e favorevole ricezione già a partire dal 1889. La sua produzione fu in tal senso fondamentale per la poetica di Swinburne, particolarmente fitta di questi richiami - si pensi che la sua raccolta di poemi e ballate del 1886 fu dedicata a Burne-Jones stesso.
Tre degli assistenti di Burne-Jones, John Melhuish Strudwick, T.M. Rooke e Charles Fairfax Murray, memori degli insegnamenti del maestro, svilupparono una carriera di successo nel mondo dell'arte. In particolare, Murray diventò un rispettatissimo mercante d'arte; fu proprio lui a vendere gran parte delle tele di Burne-Jones, tra il 1903 e il 1907, alla galleria di Birmingham, ad un valore tuttavia ben inferiore a quello del mercato. In effetti, la Birmingham Museum and Art Gallery oggi vanta il più ricco e pregevole patrimonio di opere di Burne-Jones; fra queste, spicca la Stella di Betlemme, nota per essere il più grande acquarello del XIX secolo. Pare che anche J. R. R. Tolkien, all'epoca residente a Birmingham, sia stato influenzato da Burne-Jones.
Il culto di Burne-Jones fu particolarmente vivido, dagli anni 1890 in poi, anche tra gli artisti della scuola di Birmingham.

### Anni di oblio e rivalutazione
Le celebrazioni per il centenario dalla nascita di Burne-Jones, iniziate il 16 giugno 1933, videro la partecipazione del primo ministro Stanley Baldwin, nipote dell'artista, con l'inaugurazione della mostra incentrata sulla sua figura al Tate Britain. Nel discorso inaugurale, Baldwin fece un accenno all'importanza dell'arte di Burne-Jones:
Nonostante le speranze avute in germe dal Baldwin, Burne-Jones non conobbe una buona accoglienza all'inizio del Novecento, dove a dettare legge era l'arte moderna, con il suo rifiuto verso passato e di apertura alla sperimentazione. Si trattò questo di un lungo periodo di oblio, che terminerà solo negli anni settanta, durante i quali il culto di Burne-Jones si ravvivò. La sua memoria venne celebrata con una serie di mostre: le più importanti, al Barbican Centre (1989), al Tate Britain (1997) e al Metropolitan Museum of Art (1998).
Fiona MacCarthy, nel definire l'influenza culturale di Burne-Jones, sottolineò di come questo si trattasse di un anello di congiunzione tra la temperie settecentesca e quella novecentesca: «[si tratta di] un artista che, pur essendo tipicamente vittoriano, ci conduce verso l'introspezione psicologica-sessuale propria dei primi anni del Novecento».

### Biopic
All'artista è stato dedicato un cortometraggio, The Beggar Maid, girato nel 1921 e diretto da Herbert Blaché.